# Cinema (группа)
Cinema — группа прогрессивного рока, созданная в 1982 году членами группы Yes Аланом Уайтом и Крисом Сквайром, совместно с гитаристом Тревором Рэбиным.
Члены группы планировали выпустить в 1983 году дебютный альбом и начали работу над рядом композиций, большинство которых было написано Рэбиным. Позднее к ним присоединился клавишник Тони Кэй, после чего в группу пригласили также и вокалиста группы Yes Джона Андерсона.
В этом составе музыканты начали работу над диском 90125, после чего было предложено избавиться от названия Cinema и выпустить альбом под маркой Yes.
Сохранившиеся сессионные записи Cinema включали песню «Make It Easy» (с вокалом Рэбина), и раннюю версию «It Can Happen» (с вокалом Сквайра). Обе песни появились позднее на сборнике Yesyears. Также их включили в качестве бонуса в переиздание альбома «Yes» 90125 (2004 год).
В альбоме 90125 имеется композиция под названием «Cinema».

## Состав
- Крис Сквайр — бас-гитара, вокал
- Алан Уайт — ударные, перкуссия, вокал
- Тревор Рэбин — гитары, клавишные, вокал
- Тони Кей — клавишные